# Gouvernement Gaston Eyskens V
Royaume de Belgique
Gaston Eyskens IV Leburton I
Le gouvernement Gaston Eyskens V était un gouvernement belge composé de socialistes et sociaux-chrétiens. Il comportait 19 ministres et 10 secrétaires d'État et gouverna du 20 janvier 1972 au 26 janvier 1973.

## Composition
| Ministère                                                                                               | Nom                                               | Parti |
| --- | ------------------------------------------------- | ----- |
| Premier ministre                                                                                        | Gaston Eyskens                                    | CVP   |
| Vice-Premier ministre                                                                                   | André Cools                                       | PSB   |
| Ministre de la Défense nationale                                                                        | Paul Vanden Boeynants                             | PSC   |
| Ministre des Affaires étrangères                                                                        | Pierre Harmel                                     | PSC   |
| Ministre des P.T.T.                                                                                     | Édouard Anseele (nl)                              | BSP   |
| Ministre de la Santé publique et de la Famille                                                          | Léon Servais                                      | PSC   |
| Ministre de l'intérieur                                                                                 | Renaat Van Elslande                               | CVP   |
| Ministre de la Justice                                                                                  | Alfons Vranckx                                    | BSP   |
| Ministre des travaux publics                                                                            | Jos De Saeger                                     | CVP   |
| Ministre de l'emploi et du travail                                                                      | Louis Major                                       | BSP   |
| Ministre de la culture française                                                                        | Charles Hanin                                     | PSC   |
| Ministre de la Prévoyance sociale                                                                       | Louis Namèche                                     | PSB   |
| Ministre de l'Agriculture et des classes moyennes                                                       | Leo Tindemans                                     | CVP   |
| Ministre de la culture néerlandaise                                                                     | Frans Van Mechelen                                | CVP   |
| Ministre des Finances                                                                                   | André Vlerick                                     | CVP   |
| Ministre des communications                                                                             | Fernand Delmotte                                  | PSB   |
| Ministre de l'éducation nationale                                                                       | Léon Hurez                                        | PSB   |
| Ministre des affaires économiques                                                                       | Willy Claes                                       | BSP   |
| Ministre des affaires économiques                                                                       | Henri Simonet ad interim àpd 31/12/72:André Cools | PSB   |
| Secrétariat d'État                                                                                      | Nom                                               | Parti |
| secrétaire d'État a la Politique et a la Programmation scientifiques, adjoint au Premier ministre       | Théo Lefèvre                                      | CVP   |
| secrétaire d'État au Commerce extérieur, adjoint au ministre des Affaires étrangères                    | Hendrik Fayat                                     | BSP   |
| secrétaire d'État au Logement et l'Aménagement du Territoire, adjoint au ministre des Travaux publics   | Gustaaf Breyne                                    | BSP   |
| secrétaire d'État a la Coopération au Développement, adjoint au ministre des Affaires étrangères        | Lucien Harmegnies                                 | PSB   |
| secrétaire d'État au Logement et à l'Aménagement du Territoire, adjoint au ministre des Travaux publics | Alfred Califice                                   | PSC   |
| secrétaire d'État a la Fonction publique, adjoint au Premier ministre                                   | Léon Remacle                                      | PSC   |
| secrétaire d'État, adjoint au ministre de l'Agriculture et des Classes moyennes                         | Antoon Steverlynck                                | CVP   |
| secrétaire d'État à l'Économie régionale, adjoint au ministre des Affaires économiques                  | Luc Dhoore                                        | CVP   |
| secrétaire d'État au Budget, adjoint au vice-Premier ministre                                           | Frank Van Acker                                   | BSP   |
| secrétaire d'État à l'Économie régionale, adjoint au ministre des Affaires économiques                  | Édouard Close                                     | PSB   |

## Référence
- Gouvernement Gaston Eyskens V, document du CRISP
- Déclaration gouvernementale, document du CRISP